# Vena Amoris
Vena Amoris – piąty solowy album Anity Lipnickiej, który ukazał się w październiku 2013. Nagrań dokonano w 8 dni, „na żywo”.

## Lista utworów
Kompozycje i słowa są autorstwa Anity Lipnickiej (chyba że zaznaczono przy utworze inaczej).
| 1.  | „Eon” muz. Alex Porter/Anita Lipnicka, sł. Anita Lipnicka                                | 1:21  |
|     |                                                                                          |       |
| 2.  | „Hen, hen”                                                                               | 3:59  |
|     |                                                                                          |       |
| 3.  | „Gdy na mnie nie patrzysz”                                                               | 4:19  |
|     |                                                                                          |       |
| 4.  | „Vena Amoris” muz. John Porter/Anita Lipnicka, sł. Anita Lipnicka                        | 4:22  |
|     |                                                                                          |       |
| 5.  | „Sen Laury”                                                                              | 6:29  |
|     |                                                                                          |       |
| 6.  | „Monochrom” muz. John Porter, sł. Anita Lipnicka na podstawie tekstu Johna Portera       | 2:40  |
|     |                                                                                          |       |
| 7.  | „Trzecia zima”                                                                           | 4:23  |
|     |                                                                                          |       |
| 8.  | „Wodowanie”                                                                              | 3:27  |
|     |                                                                                          |       |
| 9.  | „Za dużo aniołów” muz. John Porter, sł. Anita Lipnicka na podstawie tekstu Johna Portera | 4:33  |
|     |                                                                                          |       |
| 10. | „Sama”                                                                                   | 4:36  |
|     |                                                                                          |       |
| 11. | „Nie wiem”                                                                               | 4:32  |
|     |                                                                                          |       |
| 12. | „Kometa”                                                                                 | 3:13  |
|     |                                                                                          |       |
|     |                                                                                          | 47:54 |
|     |                                                                                          |       |

## Twórcy
- Anita Lipnicka – śpiew, aranżacje, produkcja muzyczna
- Greg Freeman – instrumenty perkusyjne, gitara elektryczna, wibrafon, syntezator, oklaski; realizacja dźwięku, produkcja muzyczna
- Ali Friend – kontrabas
- Russel Milton – gitara basowa
- Melvin Duffy – gitara hawajska, gitary elektryczne, weissenborn, banjo, mandolina, gitary akustyczne
- Pete Josef – fortepian, organy Hammonda, wurlitzer, wibrafon, harmonium, gitara akustyczna
- Charlie Casey – gitara elektryczna, gitara akustyczna, syntezator
- John Porter – gitara akustyczna, gitara elektryczna, akordeon, trójkąt, aranżacje
- Stuart Bruce – gitara basowa, dzwonki indyjskie, calabass, nuta z gitary elektrycznej; miks i mastering w Bruce Audio (sierpień 2013), Bath
- Krzysztof Rumowski – projekt graficzny i opracowanie zdjęć
- zdjęcia – Anita Lipnicka, Anna Włoch, Magdalena Falkowska